# Perrin Air Force Station
La Perrin Air Force Station (ADC ID: RP-78, NORAD ID: Z-78) est une station radar de surveillance générale fermée de l'armée de l'air américaine. Elle est située à 2,1 kilomètres au sud-est de l'aéroport régional du Texas du Nord, au Texas. Elle a été fermée en 1969.

## Histoire
La base Perrin Air Force a été créée en 1962 en tant qu'annexe de la base de Duncanville (en), TX, avec un radar de recherche Bendix AN/FPS-20 (en) et un radar de détection de hauteur General Electric AN/FPS-6 (en). Au départ, la station fonctionnait comme une station d'interception de contrôle au sol (GCI) et d'alerte. En tant que station GCI, le rôle de l'escadron était de guider les avions intercepteurs vers les intrus non identifiés détectés sur les écrans radar de l'unité. À la fin de 1963, le site était utilisé conjointement par l'Administration fédérale de l'aviation et le Commandement de la défense aérienne.
En 1964, le 745e Escadron de contrôle et d'alerte des aéronefs a déménagé à Perrin de la base aérienne de Duncanville après sa fermeture. Lors de son activation, il a été désigné comme RP-78, remplaçant le site P-78 de Duncanville. Il a également été désigné comme site Z-78 du NORAD. Toujours en 1964, le radar de recherche a été modernisé pour devenir un AN/FPS-20A ; en 1965, ce radar a encore été modernisé pour devenir un AN/FPS-66.
Le 745e Escadron AC&W fut mis hors service le 30 septembre 1969 et l'AFS Perrin fut fermé en raison d'une réduction de l'Aerospace Defense Command, et de contraintes budgétaires.

## Unités et missions de l'armée de l'air

### Unités
- 745th Aircraft Control and Warning Squadron, assignée le 1er juillet 1964, désactivée le 30 septembre 1969.

### Missions
- Oklahoma City Air Defense Sector (en), 1er juillet 1964 ;
- 31st Air Division (en), 1er avril 1966 – 30 septembre 1969.